# Abraham Jacobus Frederik Michiel Egter van Wissekerke

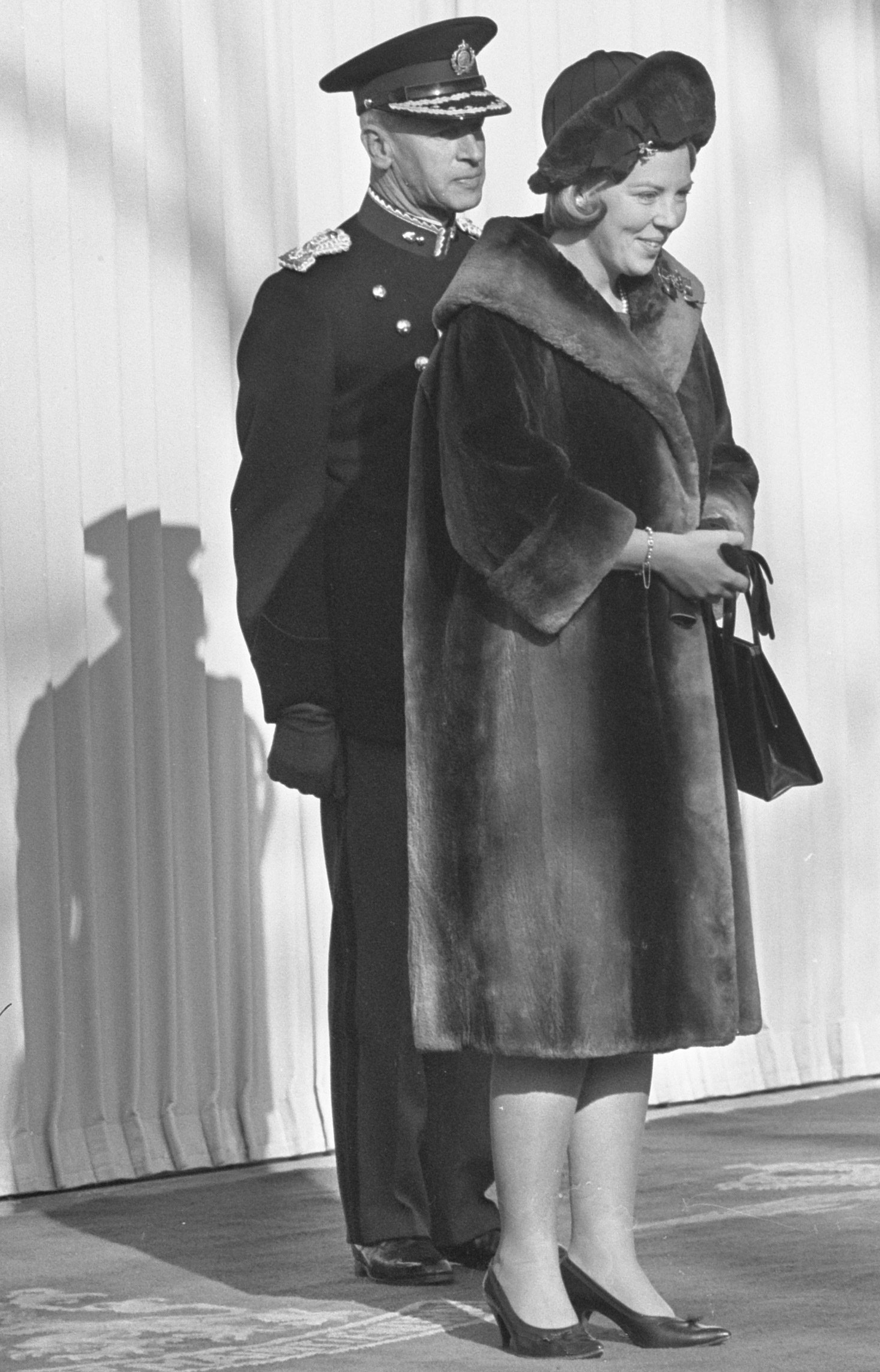
Prinses Beatrix der Nederlanden met brigade-generaal Egter van Wissekerke tijdens een defilé op de Maliebaan te Utrecht.

Abraham Jacobus Frederik Michiel Egter van Wissekerke (Brielle, 24 september 1905 — 19 april 1992) was een brigade-generaal der Koninklijke Marechaussee.

## Leven en werk
Egter van Wissekerke was een zoon van mr. Frederik Jacobus Daniël Cornelis Egter van Wissekerke (1864-1945), burgemeester van Brielle en Cornélie Philippine Goverdine Hartman (1875). Hij was een kleinzoon van generaal-majoor Abraham Jacobus Frederik Egter van Wissekerke.
Als adjudant van prinses en later koningin Juliana (1948-1980), was hij ordonnansofficier in dienst van het Koninklijk Huis. Op 7 september 1939 werd hij benoemd tot Ridder in de Orde van Oranje Nassau (onderscheiding met zwaarden). In dezelfde maand kreeg hij vergunning verleend tot het aannemen en dragen van de ordetekenen van officier van de Kroonorde van België. Op 29 april 1960 werd hij bevorderd tot Officier in de Orde van Oranje Nassau (onderscheiding met zwaarden). Per 1 januari 1963 werd hij benoemd tot algemeen commandant van de Koninklijke Marechaussee. Hij werd tevens bevorderd tot brigade-generaal en benoemd tot gouverneur der Residentie. Als commandant van de marechaussee beleefde hij in 1964 het 150-jarig bestaan van het Wapen der Koninklijke Marechaussee. Op 1 november 1965 werd hij eervol uit zijn functie ontheven vanwege het bereiken van de pensioengerechtigde leeftijd.
Egter van Wissekerke trouwde op 7 maart 1933 in Den Haag met Henriette Geertruida Rueb. Hij overleed in 1992 op 86-jarige leeftijd.